# Kurt Staska
Kurt Staska (* 12. Juni 1959) ist ein österreichischer Kommunalpolitiker (ÖVP). Er war von April 2010 bis September 2016 Bürgermeister der niederösterreichischen Stadtgemeinde Baden bei Wien.

## Leben
Kurt Staska besuchte bis 1977 das Badener Bundesgymnasium und Bundesrealgymnasium Baden Biondekgasse. Er arbeitet als Abteilungsleiter im Rathaus der Stadtgemeinde.

## Politik
Staska war ab 1995 Gemeinderat der Stadt Baden und ab 2005 Vizebürgermeister. Nachdem die Badener Bürgermeisterin Erika Adensamer (ÖVP) ihren Rücktritt erklärt hatte, wurde Kurt Staska vom Gemeinderat im April 2010 mit 41:0 Stimmen einstimmig zum neuen Bürgermeister von Baden gewählt, obwohl die ÖVP im Gemeinderat nur 18 Sitze hat. Vorher war er Vizebürgermeister.
Er ist Obmann des ÖAAB Baden. Bei der Wirtschaftskammer Österreich (WKO) ist er Ausschussmitglied des Fachverbandes Gesundheitsbetriebe und der Berufsgruppe der Bäder. Bei der Wirtschaftskammer Niederösterreich (WKNÖ) ist er Mitglied der Spartenkonferenz Tourismus und Freizeitwirtschaft sowie Obmann-Stellvertreter und Mitglied des Fachgruppenausschusses Gesundheitsbetriebe. Er war darüber hinaus einer der drei Vizepräsidenten des Österreichischen Heilbäder- und Kurortverbandes. Kurt Staska ist Präsident der Gesellschaft der Freunde Badens. Er ist unter anderem Mitglied des Runden Badener Sporttisches, des Badener Hilfswerks, des ÖRK Baden, der Kolpingfamilie Baden, der Zweigvereine Kegeln und Fußball des Badener AC und des Fußballvereines ASV Baden.
Im September 2016 erklärte er seinen Rücktritt als Badner Bürgermeister, Vizebürgermeisterin Helga Krismer-Huber von den Grünen übernahm vorübergehend die Geschäfte, um dann von Stefan Szirucsek (ÖVP) ersetzt zu werden.

## Auszeichnungen
- Berufstitel Kommerzialrat
- 2016 Ehrenbürger der Stadt Baden[4]